# Anoectochilus elatus
Anoectochilus elatus är en orkidéart som beskrevs av John Lindley. Anoectochilus elatus ingår i släktet Anoectochilus och familjen orkidéer. Inga underarter finns listade i Catalogue of Life.